# Purkinjecell

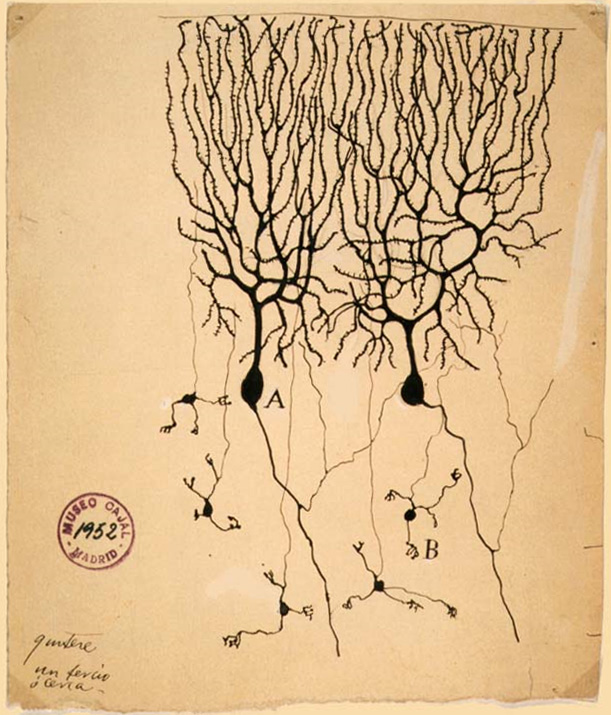
Teckning av purkinjeceller (A) hos duva. Tecknade av Santiago Ramon y Cajal

Purkinjeceller är en typ av nervceller som finns i lillhjärnan. De har fått namn efter sin upptäckare, den tjeckiske anatomen Jan Evangelista Purkyně.

## Anatomi

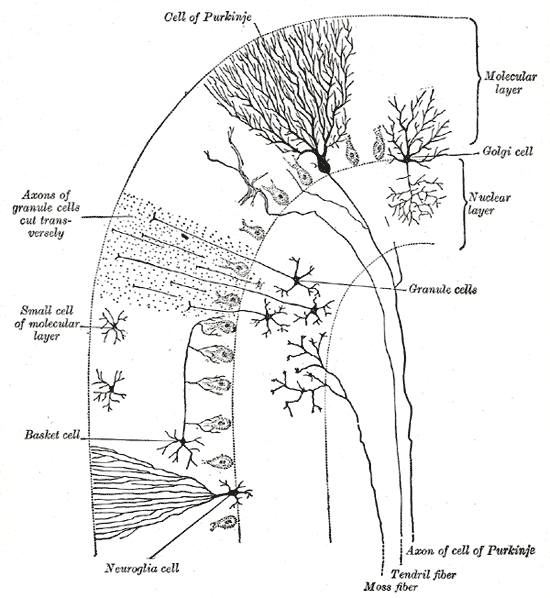
Genomskärning av en bit av lillhjärnan. Purkinjeceller är utmärkta högst upp i mitten.

Purkinjecellerna är bland de största nervcellerna i människans hjärna. De största är Betzcellerna. Purkinjecellen har ett omfattande och intrikat utgrenat träd av dendriter. Purkinjecellerna ligger uppradade som dominobrickor, staplade den ena framför den andra. Det vittgrenade dendritiska trädet som hör till en purkinjecell formar ett nästan tvådimensionellt lager och genom detta lager löper parallella fibrer från de djupare lagren i lillhjärnan.